# Wybór Obywatelski
Wybór Obywatelski (wł. Scelta Civica, SC) – włoska partia polityczna powstała w 2013, działająca początkowo jako ugrupowanie wyborcze premiera Mario Montiego.

## Historia
Powstanie Wyboru Obywatelskiego wiązało się z decyzją premiera Mario Montiego, aby stanąć na czele centrowej koalicji wyborczej w wyborach parlamentarnych w 2013. 4 stycznia ogłoszono zawiązanie koalicji Z Montim dla Włoch, która zadeklarowała wystawienie jednolitej listy do Senatu i zblokowanych list do Izby Deputowanych – jedną z nich stała się lista nowo utworzonego Wyboru Obywatelskiej. Na zaprezentowanej liście kandydatów nie umieszczono żadnego z parlamentarzystów. Na wysokich miejscach poszczególnych list okręgowych pojawili się m.in. minister Renato Balduzzi, pisarz Edoardo Nesi, historyk i pisarz Andrea Romano, utytułowana florecistka Valentina Vezzali, przedsiębiorcy Paolo Vitelli i Alberto Bombassei, ekonomistka Irene Tinagli, wirusolog Ilaria Capua, prokurator Stefano Dambruoso, prezydent Trydentu-Górnej Adygi Lorenzo Dellai, piosenkarka Annalisa Minetti.
W wyborach do Izby Deputowanych XVII kadencji koalicja uzyskała wynik około 10,5%, z czego 8,3% głosów w jej ramach padło na listę Wyboru Obywatelskiego, co przełożyło się na niespełna 40 mandatów poselskich.
Ugrupowanie przystąpiło do szerokiej koalicji współtworzącej rząd Enrica Letty, jej przedstawiciele Mario Mauro i Enzo Moavero Milanesi objęli stanowiska ministrów. Wybór Obywatelski przekształcił się w partię polityczną, w ramach której jesienią 2013 doszło do rozłamu – Mario Mauro powołał nowe ugrupowanie pod nazwą Popolari per l’Italia. W 2014 Wybór Obywatelski dołączył do koalicji tworzącej rząd Matteo Renziego, a jego liderka (sekretarz generalny) Stefania Giannini objęła urząd ministra. W 2015 Stefania Giannini przeszła do PD, na czele partii stanął Enrico Zanetti. W trakcie kadencji większość parlamentarzystów opuściła to ugrupowanie. Partia faktycznie zaprzestała później aktywności, a w 2019 została rozwiązana.